# Route nationale 8 (Madagascar)
La route nationale 8 (RN 8) è una strada statale del Madagascar occidentale, lunga 198 km, che collega Morondava a Belo Sur Tsiribihina, proseguendo a nord sino a Bekopaka.
Si tratta di una pista in terra battuta, praticabile da maggio a dicembre, soggetta a interruzioni nel periodo della stagione delle piogge.
Il tratto compreso tra Morondava e Belo Sur Tsiribihina è conosciuta anche come Allée des baobab, Avenue des baobab o Rue des baobab 20.251°S 44.418403°E, in quanto lungo il suo tragitto si incontrano numerosi esemplari secolari di baobab Adansonia grandidieri. Si tratta di un luogo tra i più noti dell'isola, soggetto dal 2007 a protezione da parte del Ministero dell'Ambiente malgascio, che ne progetta la classificazione come Monumento naturale.
Il tratto da Belo Sur Tsiribihina a Bekopaka rappresenta la via di accesso alla riserva naturale integrale Tsingy di Bemaraha.